# Nelson Jobim
Pour les articles homonymes, voir Jobim.
Nelson Azevedo Jobim (né le 12 avril 1946 à Santa Maria, Rio Grande do Sul) est un juriste et homme politique et homme d'affaires brésilien. Il a occupé les postes de député fédéral, ministre de la Justice, ministre de la Défense, ministre du Tribunal suprême fédéral (STF), où il a également été président entre 2004 et 2006. Il est actuellement membre du conseil d'administration et responsable des relations institutionnelles et des politiques de conformité réglementaire, chez BTG Pactual,.

## Juriste
Il a obtenu un baccalauréat en sciences juridiques et sociales de l'Université fédérale de Rio Grande do Sul, en 1968. Entre 1969 et 1994, il a pratiqué le droit, devenant vice-président de l'Ordre des avocats du Brésil de Rio Grande do Sul, en l'exercice biennal 1985 - 1986. Il a également appartenu à l'Institut des avocats de Rio Grande do Sul et à l'Institut brésilien des avocats basé à Rio de Janeiro.
Professeur agrégé à l'Université fédérale de Santa María, il a donné des cours de droit procédural civil, d'introduction aux sciences juridiques et à la philosophie du droit.

## Carrière politique
Jobim a été membre de la Chambre des députés de 1987 à 1995. Pendant cette période, il est devenu le chef du Parti du mouvement démocratique brésilien (MDB) et a présidé la Commission constitutionnelle et judiciaire et le Comité de rédaction des députés en 1989.
Il a occupé le poste de ministre de la Justice, du 1er janvier 1995 au 7 avril 1997, sous le gouvernement du président Fernando Henrique Cardoso. Au cours de cette première étape ministérielle, Jobin a plaidé pour la dépénalisation de l'usage de la marijuana, affirmant que "les consommateurs devraient être aidés et non persécutés en tant que criminels"; Il était également responsable de la délimitation des terres des aborigènes.

## La Cour suprême
En février 1997, il a été nommé membre du Tribunal suprême du Brésil. Plus tard, il a été nommé au poste de ministre de la Cour suprême fédérale, le 7 avril 1997, et a pris ses fonctions le 15 avril, comblant le poste vacant dû à la retraite de Francisco Rezek.
Il a présidé le processus électoral d'octobre 2002, a été élu vice-président de la Cour suprême le 6 avril 2003, puis président le 19 mai 2004.

## Ministère de la Défense
Depuis le 25 juillet 2007, il était ministre de la Défense du Brésil, lorsque le président Luiz Inácio Lula da Silva l'a nommé à ce poste, après la crise de l'aviation de 2006-2007,,. En 2009, après la disparition du vol 447 d'Air France, Jobim a travaillé avec le gouvernement français pour secourir les victimes,.

## BTG Pactual
Depuis juillet 2016, il est membre du Conseil d'administration de BTG Pactual, en tant qu'associé et membre. En avril 2018, il est devenu président du conseil d'administration de la banque, dont il est resté président jusqu’en avril 2022, date à laquelle il a été remplacé par André Esteves. Jobim a continué de faire partie du conseil d’administration en plus d'être responsable des relations institutionnelles et des politiques de conformité réglementaire,,.
En annonçant l'entrée de l'ancien ministre au Conseil, le PDG de BTG Pactual, Roberto Sallouti, a déclaré: "Je suis convaincu qu'il apportera une contribution extrêmement pertinente dans tous nos domaines d'activité.",.